# NGC 1789
NGC 1789 é um aglomerado aberto na direção da constelação de Mensa. O objeto foi descoberto pelo astrônomo John Herschel em 1835, usando um telescópio refletor com abertura de 18,6 polegadas. Devido a sua moderada magnitude aparente (+13,1), é visível apenas com telescópios amadores ou com equipamentos superiores. 